# Orimarga (Diotrepha) elongata
Orimarga (Diotrepha) elongata is een tweevleugelige uit de familie steltmuggen (Limoniidae). De soort komt voor in het Neotropisch gebied.